# Чжуан Юн
Чжуа́н Юн (кит. упр. 庄泳, пиньинь Zhuāng Yǒng, род. 10 августа 1972) — китайская пловчиха, олимпийская чемпионка 1992 года на 100-метровке вольным стилем.
Чжуан Юн родилась в 1972 году в Шанхае. В 1985 году на чемпионате КНР по плаванию среди юниоров она завоевала 3 золотых и 3 серебряных медали, а в 1987 году на Тихоокеанских играх завоевала в составе команды серебряную медаль в эстафете.
В 1988 году Чжуан Юн завоевала серебряную медаль на Олимпийских играх в Сеуле, а на Олимпийских играх 1992 года в Барселоне — одну золотую медаль и две серебряных; это была первая в истории олимпийская золотая медаль, завоёванная китайскими спортсменами в плавании.
Помимо олимпийских наград, Чжуан Юн также завоевала 4 золотых медали на Азиатских играх 1990 года, и золотую и бронзовую медали Чемпионата мира 1991 года.
Жена китайского пловца Шэнь Цзяньцяна.